# Fun Factory (сингл-альбом)
MiSaMo
Fan Factory (с англ. — «Весёлая Фабрика») — второй сингл-альбом южнокорейской гёрл-группы Fromis 9. Выпущен в форматах цифровой и физической дистрибуции 4 июня 2019 года с заглавным треком «Fun!» на лейблах Stone Music Entertainment и Off the Record.

## История
22 мая, было объявлено, что Fromis 9 вернутся 4 июня, с их первым сингл-альбомом Fun Factory. Фото-тизеры были выпущены 23 мая, видео-тизеры с участницами были выпущены с 24 мая по 2 июня.
Сингл-альбом содержит три трека: ведущий сингл «Fun!» и би-сайды «Love RumPumPum» и «Fly High». Участницы Хаён и Дживон написали песню «Fly High».

### Выпуск
Тизер музыкального видео был выпущен 31 мая, а музыкальное видео 4 июня вместе с синглом.

## Промоушен
Группа начала продвижение своего заглавного трека «Fun!» 6 июня. Девушки выступили с ведущим синглом на M Countdown, Music Bank, Show! Music Core и Inkigayo.
После окончания промоушена «Fun!» было объявлено, что группа проведет дополнительные выступления, на этот раз продвигая би-сайд «Love RumPumPum». Впервые девушки выступили с би-сайдом на Music Bank 12 июня.

## Трек-лист
| №                   | Название            | Текст песни                              | Музыка                                              | Arrangement                                 | Длительность |
| ------------------- | ------------------- | ---------------------------------------- | --------------------------------------------------- | ------------------------------------------- | ------------ |
| 1.                  | «Fun!»              | Kim Ji-hyang, 초심, 구본암, Hwang Yu-bin | Drew Ryan Scott, Sean Michael Alexander, Melodesign | Avenue 52, Melodesign                       | 3:03         |
| 2.                  | «Love RumPumPum»    | Bumzu, Baekho (NU'EST)                   | Anchor, Park Ki-tae, Bumzu, Baekho (NU'EST)         | Anchor, Park Ki-tae, Bumzu, Baekho (NU'EST) | 3:05         |
| 3.                  | «Fly High»          | Song Ha-young, Park Ji-won               | Nmore, Song Ha-young, Park Ji-won                   | Nmore                                       | 3:39         |
| Общая длительность: | Общая длительность: | Общая длительность:                      | Общая длительность:                                 | Общая длительность:                         | 9:47         |

## Чарты и продажи
| Чарты (2019)               | Высшие позиции |
| -------------------------- | -------------- |
| South Korean Albums (Gaon) | 2              |

### Продажи
| Регион      | Продажи |
| ----------- | ------- |
| Южная Корея | 56,468+ |